# Noriaki Tsutsui
Noriaki Tsutsui (japanisch 筒井 紀章 Tsutsui Noriaki; * 15. August 1976 in der Präfektur Kanagawa) ist ein ehemaliger japanischer Fußballspieler.

## Karriere
Tsutsui erlernte das Fußballspielen in der Jugendmannschaft von Yokohama Marinos. Seinen ersten Vertrag unterschrieb er 1995 bei den Yokohama Marinos. Der Verein spielte in der höchsten Liga des Landes, der J1 League. 1997 wechselte er zum Zweitligisten Otsuka Pharmaceutical (heute: Tokushima Vortis). Für den Verein absolvierte er 50 Spiele. 1999 wechselte er zum Zweitligisten Albirex Niigata. Für den Verein absolvierte er 20 Spiele. 2000 kehrte er zu Drittligisten Otsuka Pharmaceutical zurück. 2004 wurde er mit dem Verein Meister der Japan Football League und stieg in die J2 League auf. Für den Verein absolvierte er 141 Spiele. Ende 2007 beendete er seine Karriere als Fußballspieler.

## Erfolge
Yokohama Marinos
- J1 League

Meister: 1995